# 等苞紫菀
等苞紫菀（学名：Aster homochlamydeus）是菊科紫菀属的植物，是中国的特有植物。分布在中国大陆的甘肃、四川、云南等地，生长于海拔3,000米至3,300米的地区，多生于高山以及亚高山杂木林中，目前尚未由人工引种栽培。

## 异名
- Aster homochlamydeus Hand.-Mazz. f. filipes Ling